# Сухоставский сельский совет
Сухоставский сельский совет (укр. Сухоставська сільська рада) — входит в состав
Гусятинского района
Тернопольской области
Украины.
Административный центр сельского совета находится в 
с. Сухостав.

## Населённые пункты совета
- с. Сухостав